# Lijst van Brusselse ministers van Mobiliteit
Dit is een lijst van ministers van Mobiliteit in de Brusselse Hoofdstedelijke Regering.

## Lijst
| Nr. | Minister | Minister                   | Partij | Partij   | Begin             | Einde             | Regering(en)                              | Bevoegdheid                      |
| --- | -------- | -------------------------- | ------ | -------- | ----------------- | ----------------- | ----------------------------------------- | -------------------------------- |
| S   |          | Éric Tomas (1948)          |        | PS       | 23 juni 1995      | 14 juli 1999      | Picqué II                                 | Taxi's                           |
| 1   |          | Jos Chabert (1933-2014)    |        | CVP      | 14 juli 1999      | 19 juli 2004      | Simonet I, de Donnea, Ducarme, Simonet II | Transport                        |
| S   |          | Robert Delathouwer (1953)  |        | SP       | 14 juli 1999      | 15 september 2003 | Simonet I, de Donnea, Ducarme             | Mobiliteit                       |
| S   |          | Eric André (1955-2005)     |        | PRL      | 14 juli 1999      | 18 oktober 2000   | Simonet I                                 | Betaald Personenverkeer          |
| S   |          | Willem Draps (1952)        |        | PRL/MR   | 18 oktober 2000   | 19 juli 2004      | de Donnea, Ducarme, Simonet II            | Betaald Personenverkeer/ Taxi's  |
| S   |          | Pascal Smet (1967)         |        | sp.a     | 15 september 2003 | 19 juli 2004      | Ducarme, Simonet II                       | Mobiliteit                       |
| 1   |          | Pascal Smet (1967)         |        | sp.a     | 19 juli 2004      | 16 juli 2009      | Picqué III                                | Mobiliteit                       |
| 2   |          | Brigitte Grouwels (1953)   |        | CD&V     | 16 juli 2009      | 20 juli 2014      | Picqué IV, Vervoort I                     | Vervoer                          |
| S   |          | Bruno De Lille (1973)      |        | Groen(!) | 15 juli 2009      | 20 juli 2014      | Picqué IV, Vervoort I                     | Mobiliteit                       |
| (1) |          | Pascal Smet (1967)         |        | sp.a     | 20 juli 2014      | 18 juli 2019      | Vervoort II                               | Mobiliteit                       |
| S   |          | Bianca Debaets (1973)      |        | CD&V     | 20 juli 2014      | 18 juli 2019      | Vervoort II                               | Verkeersveiligheidsbeleid        |
| 3   |          | Elke Van den Brandt (1980) |        | Groen    | 18 juli 2019      | heden             | Vervoort III                              | Mobiliteit en Verkeersveiligheid |